# Wikimedia Foundation v. NSA
Wikimedia Foundation, et al. v. National Security Agency, et al. was een rechtszaak aangespannen door de American Civil Liberties Union (ACLU) namens de Wikimedia Foundation en verschillende andere organisaties tegen de National Security Agency (NSA), het United States Department of Justice (DOJ), en andere genoemde personen, op beschuldiging van massale surveillance van Wikipedia-gebruikers door de NSA.
In het proces voerden de eisers aan dat het surveillancesysteem "Upstream" van de NSA een schending is van het Eerste amendement van de Grondwet van de Verenigde Staten, dat de vrijheid van meningsuiting beschermt, en van het Vierde Amendement, dat onredelijke huiszoekingen en aanhoudingen verbiedt.
De andere, als eisers betrokken organisaties, waren de National Association of Criminal Defense Lawyers, Human Rights Watch, Amnesty International USA, het PEN American Center, het Global Fund for Women, het tijdschrift The Nation, het Rutherford Institute en het Washington Office on Latin America.
De zaak werd op 23 oktober 2015 een eerste maal afgewezen wegens het niet aangetoond belang van de eisers. In beroep werd de zaak eerst wel gehoord, maar in maart 2021 uiteindelijk verworpen. In februari 2023 weigerde het Amerikaanse Hooggerechtshof de zaak te behandelen.